# Hyperaspis significans
Hyperaspis significans är en skalbaggsart som beskrevs av Thomas Casey 1908. Hyperaspis significans ingår i släktet Hyperaspis och familjen nyckelpigor. Inga underarter finns listade i Catalogue of Life.